# Компанієць Олександр Соломонович
Олександр Соломонович Компанієць (4 січня 1914 — 19 серпня 1974) — радянський фізик-теоретик, доктор фізико-математичних наук, учень Л. Д. Ландау (першим здав йому знаменитий теормінімум).
Син отоларинголога Соломона Марковича Компанійця.
У 1934 закінчив Харківський механіко-машинобудівний інститут. У 1934-41 — у Харківському фізико-технічному інституті АН УРСР. У 1941-1944 — у Фізичному інституті АН УзРСР (Ташкент), одночасно викладав в Ташкентському політехнічному інституті. З 1945 року доктор фізико-математичних наук, професор. З 1946 року і до кінця життя — в Інституті хімічної фізики АН СРСР (Москва). У 1947-1974 — професор МІФІ.
Вніс фундаментальний внесок у вирішення таких завдань, як встановлення рівноваги між речовиною і випромінюванням, нелінійна автомодельна теплова хвиля від миттєвого точкового джерела, променистий перенос енергії, радіовипромінювання сильного вибуху, сильний вибух в неоднорідній атмосфері з її проривом, ударні хвилі в пластичних середовищах та інші проблеми сильного вибуху, теорія прискорювачів (сильноточні прискорювачі, теорії групователя, теорія резонаторів). Вивів рівняння, що описує спектри випромінювання, що взаємодіє з розрідженим електронним газом (рівняння Компанійця). 
Похований на Новому Донському кладовищі у Москві, ділянка 1, алея 2.

## Нагороди
- орден «Знак Пошани» (27.03.1954)